# Josef Burg
Dr. Josef Šlomo Burg (hebrejsky: יוסף שלמה בורג, žil 31. ledna 1909 – 15. října 1999) byl izraelský politik a rabín.

## Biografie
Josef Burg se narodil v Drážďanech ve Výmarské republice (dnešní Německo), navštěvoval rabínský seminář v Berlíně a v letech 1928 až 1931 studoval na Berlínské univerzitě. V roce 1933 získal doktorát z filosofie na univerzitě v Lipsku. Zároveň pokračoval ve studiu na rabínském semináři v Berlíně a v roce 1938 se stal rabínem. O rok později podnikl aliju do britské mandátní Palestiny a stal se výzkumným pracovníkem Hebrejské univerzity v Jeruzalémě.
V mandátní Palestině, potažmo Izraeli, Burg vstoupil do nábožensko-sionistické politické strany ha-Po'el ha-Mizrachi. Tato strana pak společně s dalšími třemi stranami vytvořila alianci Sjednocená náboženská fronta pro první izraelské parlamentní volby v roce 1949. Toto volební uskupení získalo celkem šestnáct poslaneckých mandátů, z nichž jedno bylo i Burgovo. Stal se tak poslancem Knesetu a zároveň jeho místopředsedou.
Ve volbách roce 1951 strana kandidovala samostatně a získala osm mandátů. Burg i nadále zůstal poslancem a navíc byl jmenován ministrem zdravotnictví ve třetí vládě. Ve čtvrté, páté a šesté vládě sloužil jako ministr pro poštovní služby a tento post si udržel až do roku 1958.
V roce 1956 se ha-Po'el ha-Mizrachi sloučila s ideologicky stejnou stranou Mizrachi a vytvořili Národní náboženskou stranu (NNS). Tato strana byla poté součástí všech vlád až do roku 1992 a Burg, co by klíčový člen strany, zastával ministerské posty v každé vládě až do své rezignace v roce 1986. Během této doby tak byl ministrem sociálních věcí, vnitra, bez portfeje a náboženských věcí.
V roce 1977 byl zvolen prezidentem Světového hnutí Mizrachi.
Synem Josefa Burga je Avraham Burg, jenž byl předsedou patnáctého Knesetu.
Dr. Burg zemřel 15. října 1999 ve věku 90 let v lékařském centru Ša'ara Cedek v Jeruzalémě.